# Linda Haglund
Linda Haglund (15 de juny de 1956-Estocolm, 21 de novembre de 2015), va ser una velocista i escriptora sueca.
Atleta olímpica i campiona de velocitat sueca en 50, 60, 100 i 200 metres. Va contreure matrimoni amb el nord-americà Houston McTear en 1990. En 1981 va ser desqualificada per l'ús de drogues. En 2007 va escriure el llibre "Lindas må bra bok".
Va morir el 21 de novembre de 2015 als 59 anys.

## Premis
- 1978,  Plata Campionat Europeu d'Atletisme a Praga 100 metres
- 1976,  Or Campionat Europeu d'Atletisme en Pista Coberta a Múnic 60 metres
- 1978,  Plata Campionat Europeu d'Atletisme en Pista Coberta a Milà 60 metres
- 1980,  Plata Campionat Europeu d'Atletisme en Pista Coberta a Sindelfingen 60 metres
- 1981,  Plata Campionat Europeu d'Atletisme en Pista Coberta a Grenoble 50 metres